# 召公奭

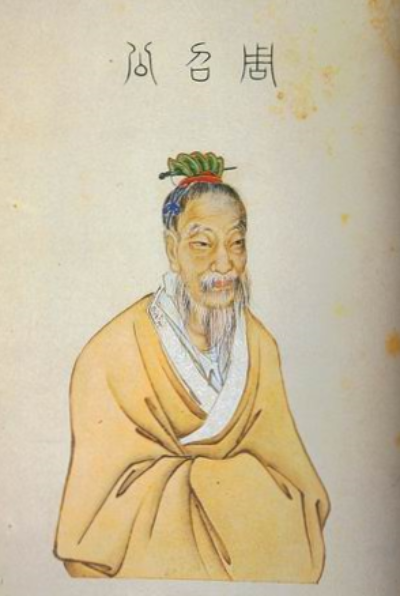
周召公像（取自清乾隆年間《歷代名臣像解》）

召公奭（？—？），姬姓，名奭，《史記》只說是周朝宗室，《白虎通》、《論衡》、《帝王世紀》認為是周文王的庶子，食邑於召（今陝西岐山西南），谓之召公，又稱為周召公、召康公或召伯。又因其受封於燕國，稱燕召公。召公奭是後來燕國和召國的始祖。

## 簡介
召公奭曾輔助武王克殷，武王封之於燕（今河北北部），都城在薊（今北京），但並未前往，由长子召克前往就任。而他自己留在召國（今陝西岐山西南）。
召公奭是周初活跃时间最长的政治家，历经文、武、成、康四世。周成王時，位列三公，擔任太保的職務，他和周公旦把周朝一分為二，史稱分陜而治，陝東（今河南省陝縣以東）由周公管理為東伯侯，陝西由召公奭管理為西伯侯。他多半在鎬京（今陝西省西安市長安區）的朝廷理政，治下“自侯伯至庶人各得其所，無失職者”。